# 滿福
滿福（？—1757年），瓜爾佳氏，滿洲鑲藍旗人，清朝軍事將領。
滿福於康熙五十二年（1713年）襲世管佐領。雍正五年（1727年）授三等侍衛，署參領。乾隆三年（1738年），任護軍參領。乾隆七年（1742年），擢升為鑲藍旗蒙古副都統。乾隆九年（1744年），任護軍統領。乾隆十三年（1748年），任熱河副都統，兼署古北口提督。同年，改任拉林副都統。乾隆二十年（1755年），升任都統。乾隆二十二年（1757年），任吐魯番領隊大臣。乾隆帝派其平沙拉斯、嗎唬斯之亂，因中敵人詐降之計而遇害。諡武毅，入祀昭忠祠，圖形紫光閣。

## 延伸阅读
[在维基数据编辑]
 《清史稿/卷315》，出自趙爾巽《清史稿》